# 田上不二夫
田上 不二夫（たがみ ふじお、1945年 - ）は日本の臨床心理学者。教育学博士（筑波大学）・日本カウンセリング学会認定カウンセラー/スーパーバイザー・上級教育カウンセラー。東京福祉大学心理学部教授。筑波大学名誉教授。日本カウンセリング学会理事長。専門はカウンセリング心理学。

## 来歴
東京都生まれ。1969年に東京教育大学教育学部心理学科卒業。1973年に東京教育大学大学院教育学研究科博士課程実験心理学専攻中退（指導教官＝原野広太郎）。東京教育大学助手、筑波大学講師、信州大学助教授、筑波大学助教授、筑波大学心理学系教授を経て、東京福祉大学心理学部教授。

## 主な著作
- 田上不二夫(著)　1990　情緒障害児双書(1) 登校拒否・家庭内暴力　黎明書房
- 田上不二夫(編著)　1998　スクールカウンセラー事例ファイル(1) いじめ・不登校　福村出版
- 田上不二夫(編著)　1998　スクールカウンセラー事例ファイル(2) 生活態度と習慣　福村出版
- 田上不二夫(著)　1999　実践スクール・カウンセリング：学級担任ができる不登校児童・生徒への援助　金子書房
- 高野清純・田上不二夫(編著)　2002　入門者のためのスクールカウンセリングの進め方　福村出版
- 田上不二夫(編)　2003　対人関係ゲームによる仲間づくり：学級担任にできるカウンセリング　金子書房
- 福島脩美・田上不二夫・沢崎達夫・諸富祥彦(編)　2004　カウンセリングプロセスハンドブック　金子書房
- 田上不二夫(監修)　黒澤礼子(著)　2005　心身障害Q&A　児童虐待　黎明書房